# تاکورگائون صدر
تاکورگائون صدر (به لاتین: Thakurgaon Sadar) یک منطقهٔ مسکونی در بنگلادش است که در ناحیه تاکورگان واقع شده‌است. تاکورگائون صدر ۶۸۳٫۴۵ کیلومتر مربع مساحت و ۵۸۱٬۲۲۷ نفر جمعیت دارد.